# Alessandro Buongiorno
Alessandro Buongiorno (6. červen 1999 Turín, Itálie) je italský fotbalista, který hraje na pozici obránce za italskou Neapol a za italskou reprezentaci.

## Přestupy
- z Turín do Neapol za 35 000 000 Euro

## Statistika

### Klubové
| Sezóna          | Klub            | Liga            | Liga   | Liga | Domácí poháry | Domácí poháry | Domácí poháry | Kontinentální poháry | Kontinentální poháry | Kontinentální poháry | Celkem | Celkem |
| Sezóna          | Klub            | Soutěž          | Zápasy | Góly | Soutěž        | Zápasy        | Góly          | Soutěž               | Zápasy               | Góly                 | Zápasy | Góly   |
| --------------- | --------------- | --------------- | ------ | ---- | ------------- | ------------- | ------------- | -------------------- | -------------------- | -------------------- | ------ | ------ |
| 2017/18         | Turín           | Serie A         | 1      | 0    | IP            | 0             | 0             | -                    | 0                    | 0                    | 1      | 0      |
| 2018/19         | Carpi           | Serie B         | 18     | 0    | IP            | 0             | 0             | -                    | 0                    | 0                    | 18     | 0      |
| 2019/20         | Turín           | Serie A         | 0      | 0    | IP            | 0             | 0             | -                    | 0                    | 0                    | 0      | 0      |
| 2020            | Trapani         | Serie B         | 13     | 0    | IP            | 0             | 0             | -                    | 0                    | 0                    | 13     | 0      |
| 2020/21         | Turín           | Serie A         | 12     | 0    | IP            | 2             | 0             | -                    | 0                    | 0                    | 14     | 0      |
| 2021/22         | Turín           | Serie A         | 23     | 0    | IP            | 2             | 0             | -                    | 0                    | 0                    | 25     | 0      |
| 2022/23         | Turín           | Serie A         | 34     | 1    | IP            | 4             | 0             | -                    | 0                    | 0                    | 38     | 1      |
| 2023/24         | Turín           | Serie A         | 29     | 3    | IP            | 2             | 0             | -                    | 0                    | 0                    | 31     | 3      |
| Celkem za Turín | Celkem za Turín | Celkem za Turín | 99     | 4    | -             | 10            | 0             | -                    | 0                    | 0                    | 109    | 4      |
| 2024/25         | Neapol          | Serie A         | 22     | 1    | IP            | 1             | 0             | -                    | 0                    | 0                    | 23     | 1      |
| Celkově         | Celkově         | Celkově         | 152    | 5    | -             | 11            | 0             | -                    | 0                    | 0                    | 163    | 5      |

### Reprezentační

#### Statistika na velkých turnajích
| Itálie | ME 2024 | Neodehrál žádné z 4 utkání |

## Úspěchy

### Klubové

#### Národní
- vítěz 1. italské ligy (1x)

Neapol: 2024/25

### Reprezentační
- 1× na ME (2024)
- 1× na LN (2022/23 – bronz)
- 1× na MS 20 (2019)